# バゲーリー語
バゲーリー語（バゲーリーご、バゲーリー語: बघेली、英: Bagheli language）は東ヒンディー語に属する言語である。インド中央部のバゲルカンド地方で話されている言語である。バゲーリーはバゲルカンドの由来となるバゲーラー部族のバゲーラーという名から来ている。バゲーラー語、バゲルカンド語ともいう。

## 言語名別称
- バゲーラー語
- バゲルカンド語
- バゲーリー語
- Bagelkhandi
- Bhugelkhud
- Gangai
- Godwani Kawathi
- Kenat
- Kevat Boli
- Kevati
- Kewani
- Kewat
- Kewati
- Kewot
- Kumhari
- Mandal
- Mannadi
- Riwai

## 方言
- Ojhi (bfy-ojh)
- Banapari (bfy-ban)
- Godwani (bfy-god)
- Sonpari (bfy-son)
- Gahore (bfy-gah)
- Powari (bfy-pow)
- Tirhari (bfy-tir)